# 曹紫珩
曹紫珩（1995年3月6日—），是一名中国足球运动员，现效力中国足球超级联赛球队长春亚泰。

## 俱乐部生涯
2014年夏季，曹紫珩被提升进入中国足球超级联赛球队长春亚泰一线队。 同年8月24日，他在长春亚泰1比3不敌广州富力的比赛第79分钟替补埃尼奥出场，上演中超联赛首秀。